# José Ignacio Cortázar y Lavayen
José Ignacio Cortázar y Lavayen (Guayaquil, 16 de febrero de 1755-Cuenca, 16 de julio de 1818) fue un religioso y quinto obispo que tuvo Cuenca.

## Biografía
Nació en Guayaquil sus padres fueron el general español José Ruiz De Cortázar y la guayaquileña Ana Hermenegilda Lavayen. Fue tío del mariscal La Mar presidente del Perú y hermano de Francisco Cortázar y Lavayen, oidor de Santa Fé y abuelo materno del expresidente Antonio Borrero Cortázar.
Hizo sus estudios en Lima y Quito; y en esta última ciudad recibió el Orden Sacerdotal. Aquí fue a poco Vicerrector del seminario de San Luis; y luego consagrarse a fecunda y austera cura de almas en varias parroquias de la actual provincia del Chimborazo. El ilustrísimo señor Sobrino y Minayo le nombró Visitador general en esa misma sección de su vasto obispado.

### Episcopado
Preconizado Obispo por Pío VII el 15 de marzo de 1815, se puso al fin el sello de creación del seminario de Cuenca (que había empezado a crearse desde agosto de 1803), dándole el título de San Ignacio de Loyola. 
He aquí el un extracto del decreto, por el cual el Ilmo. Cortázar, dio cima al ideal de tantos magníficos prelados:

"...el Dr. José Ignacio Cortázar y Lavayen por la gracia de Dios y de la Santa Sede Romana: Obispo de Cuenca, deseando ejercitarnos en el servicio de Dios: Nuestro Señor, del Estado y de la Santa Iglesia, y conociendo ser la obra más proporcionada para este fin: la erección del Seminario, en el que se eduque la juventud con arreglo de costumbres y se le instruya en las ciencias; al mismo tiempo procurando de nuestra parte llenar los fines del Santo Concilio de Trento y del Tercer Concilio Límense: que encarga a todos los Obispos y les manda erigir Seminarios en sus Diócesis para la educación de la juventud...//...hemos determinado erigir y fundar un Colegio Seminario en la capital de nuestro Obispado de Cuenca bajo las reglas y constituciones infrascritas..."
Exctracto del Decreto

El 1 de agosto de 1816, solicitó al Rey de España la aprobación para establecer el Seminario de San Ignacio en Guayaquil.

### Fallecimiento
Falleció cumpliendo su labor obispal el 16 de julio de 1818.

## Obras
- Estableció la misión evangelizadora de Gualaquiza.[4][5]
- Propulsor de la vía Cuenca-Naranjal-Guayaquil.[6]
- Promotor y fundador del Seminario San Ignacio de Loyola de Cuenca.[7]

## Cargos que ejerció[8]
- Cura Rector de la Iglesia Matriz de Guayaquil.
- Examinador Sinodal.
- Emisario apostólico de la Santa Cruzada.
- Consultor propietario del Santo Oficio de la Inquisición.
- Capellán del Batallón de Lima.
- Obispo de Cuenca.